# 合景泰富
合景泰富集團控股有限公司（港交所：1813）（前稱合景泰富地產控股有限公司）是一家總部位於廣州的上市公司，成立於1995年，業務以地產開發及銷售為主，於中國大陸一二線城市發展，目前已在廣州、北京、上海、香港等近40座城市擁有地產發展項目。

## 董事
執行董事
- 孔健岷（主席），62.64% 公司權益
- 孔健濤（行政總裁），53.42% 公司權益
- 孔健楠，53.35% 公司權益
- 蔡風佳，0.02%

獨立非執行董事
- 李嘉士
- 譚振輝
- 李彬海

## 歷史
2007年7月3日，合景泰富在香港交易所上市。
2009年9月，合景泰富投得廣州珠江新城地皮，創下同區每平米地價的紀錄。其後，合景泰富以24.95億元人民幣向合景誉山国际項目發展商東淩集團收購該項目的餘下股權。
2017年2月24日，合景泰富夥拍龍光地產以168.55億元，投得香港鴨脷洲內地段第136號住宅地皮。該項目佔地逾12.65萬平方呎，可建總樓面逾76萬平方呎，每呎樓面地價達22120元。
2017年5月16日合景泰富夥拍龍湖地產以72.3億元，投得香港新九龍內地段第6567號的住宅用地，地盤面積10.46萬平方呎，最高樓面面積為57.55萬平方呎，每呎樓面地價達12563元。該項目於2019年2月命名為尚‧珒溋，由高座雙子住宅大樓及低座河畔洋房組成，間隔由1房至4房，2房至3房佔逾七成，另設特色單位，提供667伙。
2017年底，集團的總資產從2007年上市時的人民幣189.75億元增至2017年上半年的1150.55億元。 截至 2018 年 12 月 31 日，合景泰富集團企業總資產達至約 1,845億元，共計權益建築總面積約 1,658 萬平方米。
2018年3月21日，合景泰富集團被中國房地產業協會、中國指數研究院等機構評為「2018中国房地产开发企业50强」及「2018中国房地产开发企业综合发展10强」，並獲得中國地產金磚獎——2018年度地產綜合實力大獎。
2018年8月，合景泰富發佈公告稱，公司名稱已由“KWG Property Holding Limited”更改至“KWG Group Holdings Limited”，中文雙重外文名稱則由“合景泰富地產控股有限公司”更改至“合景泰富集團控股有限公司”，並已採納公司新標誌。更名理由為反映公司業務擴張策略，符合公司及股東整體的最佳利益。
2022年11月2日合景泰富與龍光地產公佈，鴨脷洲利南道66號項目，已命名為凱玥，將以現樓形式推出。

## 財務狀況
|                 | 損益                    | 損益              | 損益             | 現金流量                | 現金流量              |
| 財政年度 截止日 | 股東應佔盈餘 （億港元） | 每股盈餘 （港元） | 每股盈餘增長 (%) | 營運現金流量 （億港元） | 總資本支出 （億港元） |
| 2021            | 0.21                    | 0.04              |                  | 11.55                   | 4.92                  |

## 業務
合景泰富集團目前在廣州、北京、上海、香港等近40座城市擁有地產發展項目，累計已開發近150個項目。